# Coelotes tegenarioides
Coelotes tegenarioides là một loài nhện trong họ Amaurobiidae.
Loài này thuộc chi Coelotes. Coelotes tegenarioides được Octavius Pickard-Cambridge miêu tả năm 1885.